# Agnes Boulton
Agnes Ruby Boulton (19 de setembro de 1893, Londres, Inglaterra - 25 de novembro de 1968, West Point Pleasant, Nova Jérsia) foi uma escritora inglesa de revistas pulp americanas na década de 1910. Foi casada com Eugene O'Neill.

## Biografia
Agnes Ruby Boulton nasceu em 1893 em Londres, Inglaterra, filha de Cecil Maud (Williams) e do pintor Edward William Boulton. Emigrou com a família para os Estados Unidos da América, fixando-se inicialmente em Filadélfia. Mais tarde viveu em West Point Pleasant, Nova Jérsia. Em 1914 teve a sua primeira filha, Barbara Burton, fruto de uma relação ilícita. À época, para evitar ser vítima de preconceito, Agnes alegou no registo de nascimento da sua filha que se tinha casado com um homem de apelido Burton, que morrera poucos meses antes do nascimento da filha, contudo anos mais tarde admitiu que a história era mentira.
Após completar os seus estudos, começou a publicar pequenos contos e narrativas nas revistas de pulp fiction Breezy Stories, Snappy Stories e Young's Magazine.

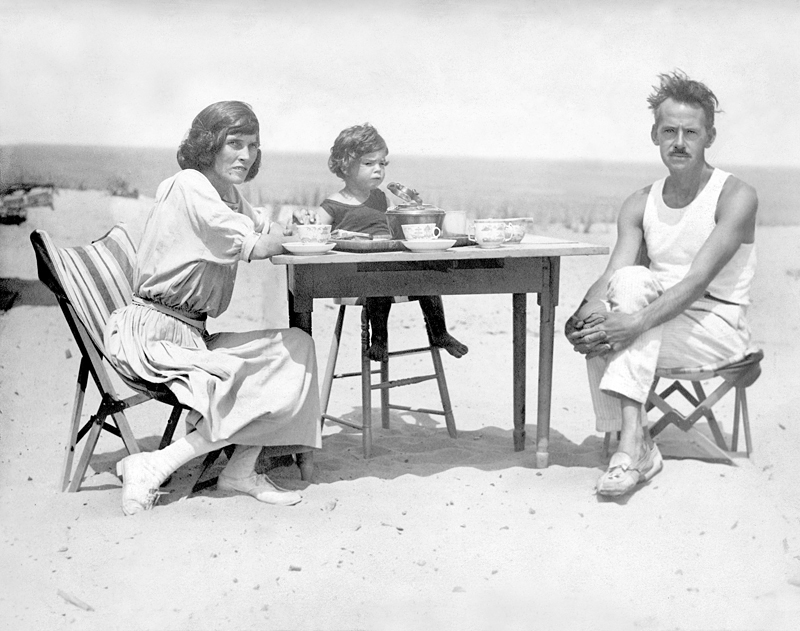
Agnes Boulton, Eugene O'Neill e o seu filho Shane O'Neill em Cape Cod (1922)

No outuno de 1917, conheceu o dramaturgo Eugene O'Neill no Golden Swan Saloon, mais conhecido como The Hell Hole, em Greenwich Village, Nova Iorque. Casaram-se seis meses depois, a 12 de abril de 1918, em Provincetown, Massachusetts. Na época, o seu marido era considerado um autor controverso mas promissor de peças teatrais de um ato, cuja última relação amorosa tinha sido com a jornalista Louise Bryant, considerada por alguns amigos de O'Neill como a "mulher que não conseguia esquecer". Durante o primeiro ano de casamento, ele escreveu Beyond the Horizon, sua primeira peça completa da Broadway, que ganhou o Prêmio Pulitzer em 1920. Durante os primeiros anos do casamento, Agnes Boulton modificou a sua escrita e publicou duas histórias na The Smart Set, uma proeminente revista coeditada por HL Mencken e George Jean Nathan.
Fruto do seu casamento com Eugene O'Neill, deu à luz Shane O'Neill, em 1919, e Oona O'Neill, em 1925. A sua filha Oona O'Neill casou-se com Charlie Chaplin em 1943, tendo ela 18 anos e ele 54. Mudaram-se para a Suíça nove anos depois, renunciando à cidadania americana.
O seu casamento chegou ao fim quando O'Neill abandonou Agnes pela atriz Carlotta Monterey em 1928, oficializando o fim da relação com o seu divórcio em 1929.
Agnes Boulton publicou um romance, The Road Is Before Us, em 1944, e um livro de memórias sobre os primeiros dois anos de seu casamento com Eugene O'Neill em 1958, intitulado Part of a Long Story.
Faleceu a 25 de novembro de 1968 em West Point Pleasant, Nova Jersey.

## Publicações póstumas
Ao contrário dos termos do acordo de divórcio de 1929, Agnes Boulton guardou a maioria de suas cartas de e para O'Neill, bem como alguns manuscritos do seu ex-marido, incluindo "Exorcismo", uma peça de um ato, que pensava-se ter sido destruído mas foi dado por Agnes Boulton a um amigo, o roteirista e produtor Philip Yordan. Foi publicado a 17 de outubro de 2011 na revista The New Yorker.
A correspondência O'Neill/Boulton foi publicada em 2000 pela Fairleigh Dickinson University Press num volume entitulado A Wind Is Rising.